# Kurt Bergel
Kurt Bergel (* 22. August 1911 in Frankfurt am Main; † 19. März 2001 in Orange, Kalifornien) war ein aus dem Deutschen Reich emigrierter Lehrer, der nach einem Zwischenaufenthalt in England und weiteren Studien in den USA als Professor an der privaten Chapman University in Orange (Kalifornien) lehrte. Er war Experte für die Arbeit und das Leben von Albert Schweitzer und langjähriger Leiter des The Albert Schweitzer Institute an der Chapman University.

## Herkunft und Ausbildung

### Elternhaus
Kurt Bergels Vater Leopold kam als Junge von Zürich nach Frankfurt und arbeitete sich nach einem vorzeitig beendeten Besuch der Adlerflychtschule zum Besitzer eines in Offenbach ansässigen Lederwarenhandels empor. Er stand dem Jüdischen sehr fern, heiratete dann aber Hedwig Lehmann, Tochter des orthodoxen Vorstehers der Jüdischen Gemeinde am Börneplatz, Emanuel Lehmann. Auch sie stand dem Judentum nicht sehr nahe, doch wurden bestimmte jüdische Riten in der Familie beachtet, so dass auch Sohn Kurt seine Bar-Mitzwa-Feier in der Synagoge am Börneplatz beging.
Kurt Bergel wurde in der Ulmenstraße 6 geboren, im großbürgerlich geprägten Frankfurter Westend. Nachdem der Vater in der Nazi-Zeit seine geschäftliche Tätigkeit stark einschränken und den Betrieb in Offenbach aufgeben musste, übte er seine spärlicher werdenden Geschäfte von der Wohnung aus.

### Schule
An Ostern 1918 startete Kurt Bergel seine Schullaufbahn an der Wöhlerschule. Dieses Gymnasium, dem eine Grundstufe vorgeschaltet war, befand sich damals ebenfalls im Frankfurter Westend und war nur wenige Minuten von der Wohnung der Familie entfernt. Bergel verbrachte an dieser Schule seine gesamte Schulzeit bis zum Abitur.
Eine von Bergels frühesten Erinnerungen an seine Schulzeit hängt mit der Endphase des Ersten Weltkriegs zusammen. Er berichtet davon, dass er auf dem Schulweg von einem Luftangriff überrascht worden sei. Vermutlich handelte es sich um den Angriff vom 12. August 1918: „Kurz nach neun Uhr morgens, fielen 30 Bomben fast zeitgleich auf die westliche Stadt. Rechts vom Opernplatz und der Goethestraße bis zum Reuterweg, links von der Feuerbachstraße bis zur Wiesenau, wurden 25 Häuser mehr oder weniger schwer beschädigt: ›Schreiend, von Entsetzen gepackt, liefen die Menschen durcheinander, suchten die nächsten Hauseingänge zu erreichen, die nicht alle geöffnet wurden, fluchten auf die Hausbesitzer. Die einschlagenden Bomben fanden Opfer genug: 12 wurden sofort getötet, 5 schwer verletzt, von denen vier noch verstorben sind. 25 kamen mit leichten Verletzungen davon.‹“ Kurt Bergel blieb unverletzt, ein Bekannter der Familie zählte allerdings auch zu den Opfern.
Bergel erinnerte sich auch an ein Ereignis, das sich 1921 an der Wöhlerschule ereignete: „Im Keller der Wöhler-Schule waren am Samstag, den 16. Juli 1921, 500 einsatzfähige Gewehre gefunden worden – getarnt als Gesteinsproben.“ Einer der Drahtzieher dieser Aktion, an den sich auch Bergel noch erinnerte, war der Studienrat Dr. Jung, der nachmittags auf dem Schulhof wehrsportähnliche Übungen abhielt. Er floh zunächst, stellte sich dann aber der Frankfurter Polizei und kam vermutlich unbeschadet davon: „Freimütig gestand er, dass er die Waffen zum Schutz vor einem drohenden Putsch von Links nach Frankfurt gebracht habe. Ein derartig ‚couragiertes‘ und patriotisches Verhalten mochte der Magistrat der Stadt Frankfurt nicht mit der Einleitung eines Disziplinarverfahrens gegen Jung beantworten. Die Stadtverordnetenversammlung fasste den Beschluss, eine Entscheidung darüber dem Regierungspräsidenten zu überlassen. Und damit verschwand die Affäre aus dem Blickfeld der Öffentlichkeit. Es ist nicht bekannt, ob gegen Jung ein Disziplinarverfahren eingeleitet wurde.“
Trotz dieser Vorkommnisse und seiner rückblickenden Einschätzung, dass ein Rechtstrend an der Schule etwas stärker ausgeprägt war als andere politische Strömungen, war es für Bergel „im Großen und Ganzen eine gute Ausbildung, die wir dort in der Schule bekommen haben. Ich habe viel gelernt, das heißt, ich hätte mehr lernen können, wenn ich fleißiger in Naturwissenschaften gewesen wäre. Die haben mich nie interessiert. […] Dagegen war ich sehr, sehr gut in Deutsch […]. Also, es war mir ganz klar, dass ich in die deutsche Literatur beruflich gehen würde. […] Daneben hatte ich großes Interesse an Musik und arbeitete sehr ernst als Pianist und entschied mich eigentlich erst […] im Jahr, in dem ich Abitur machte, […] dass ich meine ernste Arbeit in der Musik zurückstellen sollte.“
Kurt Bergel machte 1930 sein Abitur.

### Studium
In einem Beitrag zu Lucie Schachnes Buch über das Jüdische Landschulheim Herrlingen hat er sein Studium sehr knapp zusammengefasst: [1933] „Plötzlich daran gehindert, mein Doktorat an der Frankfurter Universität zu erlangen, bestand ich schnell mein Mittelschullehrerexamen, um damit eine Lehrerlaubnis zu bekommen.“ In dem Interview aus 1991 stellt er das etwas differenzierter dar.
Zunächst musste er sich über den Wunsch des Vaters hinwegsetzen, der wollte, dass sein Sohn Kaufmann werde und das väterliche Geschäft übernähme. Kurt, schon früh durch den Wunsch geprägt, sich in Frankfurt zu habilitieren, begann stattdessen ein Studium der Philosophie und der deutschen und englischen Literatur. Fünf Semester studierte er in Frankfurt, ein Semester in Berlin. Die Liste derer, die er zu seinen Lehrern zählte, ist beachtlich: Paul Tillich, Theodor W. Adorno, Max Horkheimer, Hans Naumann (einem der Hauptakteure und Redner bei der nationalsozialistischen Bücherverbrennung am 10. Mai 1933 in Frankfurt), Max Kommerell (der sich 1933 noch von den Nazis ferngehalten hatte, sich ihnen aber in den späten 1930er Jahren ebenfalls anschloss) und Martin Sommerfeld (ihm wurde 1933 aus rassistischen Gründen aufgrund des Gesetzes zur Wiederherstellung des Berufsbeamtentums die Lehrbefugnis entzogen).
Kurt Bergel machte keine Aussagen über seine Hochschullehrer, bekannte aber: „Die Frankfurter Universität war wunderschön.“ Noch in seiner Erinnerung fühlte er sich dort wohler, als 15 Jahre später an der University of California, Berkeley, wo er nach seinem Empfinden wesentlich weniger Anregungen erhalten hatte als in Frankfurt. An anderer Stelle sagte er: „Ich hätte nie die Absicht gehabt, Frankfurt zu verlassen. Ich wollte nicht Professor irgendwo werden, sondern in Frankfurt, weil ich die Universität gerne gehabt habe.“ Bergel, der mit Wilhelm Emrich befreundet war, nahm während seines Studiums politische Auseinandersetzungen an der Universität, obwohl ihm deren häufig antisemitischer Charakter klar war, weniger im Kontext rassistischer Bedrohungen war, als vielmehr vor dem Hintergrund eines Links-Rechts-Schemas: „Da gab es natürlich in den frühen dreißiger Jahren dauernd Zusammenstöße zwischen Rechten und Linken, und die Linken waren natürlich, wenn sie überhaupt etwas waren, oft Juden. Ich meine, es waren eine Menge, die Nichtjuden waren, die Juden, die engagiert waren, waren eben auf der Linken. Das war so ein A-priori-Statement.“
1933 musste Kurt Bergel als jüdischer Student nach seinem sechsten Semester die Universität verlassen. „Ja, da war 1933. Der Einschnitt ist unermesslich in meinem persönlichen Leben. Er könnte gar nicht größer sein. Die Tatsache, dass mein schon angedeuteter Lebensplan, Berufsplan, vollkommen unmöglich wurde, ist natürlich die Hauptsache dabei. Ich sah das sofort vollkommen ein und sah auch sofort ein, dass ich doch in der Erziehungsarbeit in einer anderen Weise verbleiben sollte.“
Kurt Bergel legte in Kassel das oben schon erwähnte Mittelschullehrerexamen ab, das es ihm erlaubte, als Lehrer an jüdischen Schulen zu unterrichten.

## Lehrer an jüdischen Einrichtungen
Kurt Bergel lässt in dem Interview offen, was seine Hinwendung zur jüdischen Erziehungsarbeit ausgelöst hat, wodurch seine so plötzliche Abkehr von einem akademischen Karrierewunsch und seine Hinwendung zur praktischen Pädagogik bewirkt wurde. Das Judentum war ihm bis 1933 relativ fremd, und er berichtet auch nichts über Kontakte zur Jüdischen Jugendbewegung, die einen solchen Schritt hätten nachvollziehbar werden lassen. Für ihn scheint es eher eine Sache der Vernunft gewesen zu sein, die sich aus dem unmittelbaren Erleben des Jahres 1933 ergab.

„Ich sah sehr klar ein, 1933, daß nun eine ungeheure Aufgabe für die jüdische Erziehung in Deutschland bestand. Daß Kinder in großer Masse früher oder später aus den deutschen Schulen herausgeworfen oder herausgeekelt werden würden und daß es nun die Aufgabe von jungen Pädagogen war, diese Kinâer aufzufangen, sie zu stärken, sie zu unterrichten, sie menschlich zu stärken, da sie ja dauernd gesagt bekamen, daß sie minderwertíge Menschen waren.“

Im August 1933 wurde im Der Morgen. Monatsschrift der Juden in Deutschland Kurt Bergels Aufsatz Unsere rationale Erziehungsaufgabe veröffentlicht. „Dieser Aufsatz war eine Art Glaubensbekenntnis, eine Ablehnung der irrationalen Naziideologie und Gegenposition, wie sie mir für eine jüdische Erziehung vorschwebte. Unter dem Eindruck dieser Arbeit und auf Grund seiner persönlichen Bekanntschaft mit mir empfahl mich Martin Buber an Hugo Rosenthal, der zu dieser Zeit geeignete Lehrkräfte für das neue Landschulheim Herrlingen suchte.“

Kurt Bergel geht in dieser Schrift von der Umschichtung aus, der durch das nationalsozialistische System erzwungenen Abkehr jüdischer Jugendlicher von einer auf akademische Bildung fokussierten Erziehung und der damit einhergehenden Hinwendung zur handwerklich-landwirtschaftlichen Ausbildung. Nach Bergel dürfe damit aber auf keinen Fall ein „plötzlicher Bruch mit einer rationalen Tradition“ einhergehen, denn dies hieße, die Deutungshoheit jenen zu überlassen, die menschliche Sehnsüchte mit falschen Deutungsmustern bedienten:

„Wir erleben etwa, daß ernste Forscher, die tief in die Urgeschichte der Germanen eingedrungen sind, zu Sprechern einer halbbewußten Sehnsucht vieler Menschen werden, zu einem volksgebundenen Mythos zurückfinden, der die Gebrochenheit unseres ‚aufgeklärten‘ Daseins überwinde. Wenn man die kulturelle Wiedergeburt nur durch die Kräfte einer unvermischten Rasse für möglich hält, so bedeutet das eine Ableitung alles Gesistes, der Ratio, alles Gefühlslebens und damit jeder Kulturleistung von bloßen Naturgegebenheiten.“

Dem stellt er als Postulat entgegen, dass die jüdische Erziehung die Aufgabe habe, „den Sprung von einer rational weitgehend beherrschten Welt in eine Unmittelbarkeit des Seins als unvollziehbar zu enthüllen. […] Heute, da man überall vor wissenschaftlicher Objektivität als einem Abweg der Erziehung warnt und Geist überhaupt entwertet, ersteht dem Judentum eine rationale Erziehungsaufgabe, die sich jedoch selbst immer wieder ihrer Teilhaftigkeit im Erziehungsganzen bewusst werden muss.“ Für Bergel verlangt das keine Rückkehr zu einer obsoleten Gelehrtenerziehung, sondern die Hinwendung zu einer „rationalen Gesinnung“, die nicht an die Tätigkeit eines Wissenschaftlers gebunden sei, sondern sich in jeder Aussage über die Wirklichkeit beweisen müsse, „ob sie nun von einem Chaluz, einem jüdischen Kaufmann oder einem Rabbiner ausgesprochen wird“.
Für Kurt Bergels Begriff von rationaler Gesinnung ist es konstitutiv, sich mit dem Begriff der Objektivität auseinanderzusetzen und zu fragen, „ob und wie es eine Objektivität in der Betrachtung geschichtlicher Tatsachen überhaupt geben könne“. Das verlange nach einem Misstrauen gegen angeblich vorurteilsfreie Aussagen, und zu diesem Misstrauen müsse jeder Schüler erzogen werden. Mit dem schönen Satz „Es gibt eine Objektivität, die ein allzu sanftes Ruhekissen ist.“ wendet er sich dagegen, dies als Programm zur Verunsicherung abzutun, denn erst „diese Kritik an der Objektivität aus der Erkenntnis, daß man selbst in jeder Aussage an seine eigene Grundlage letztlich gebunden bleibt, gibt dem Schüler erst das Gefühl der Sicherheit, wenn er die eigene Voraussetzung selbst einmal durchschaut hat. […] Erst wenn er von seinem individuellen und gesellschaftlichen Standort aus vor allem als Jude zu fragen gelernt hat, erschließt sich ihm eine lebendige Objektivität.“

Der Begriff der „rationalen Gesinnung“ erfährt vor diesem Hintergrund seine volle Entfaltung:

„Ich meine demnach eine Gesinnung, welche – sich ihrer eigenen Standortgebundenheit je und je bewußt werdend – auf eine humane Objektivität abzielt, auf ein kritisches Verstehen aller Gegebenheiten.“

Es ist sicher kein Zufall, dass sich dieser Aufsatz von Kurt Bergel, eines nach sechs Semestern zum Studienabbruch gezwungenen Studenten, im Nachlass von Max Horkheimer befindet. Seine nur vier Seiten lesen sich wie eine komprimierte Vorwegnahme des Buches von Jürgen Habermas aus dem Jahre 1968: Erkenntnis und Interesse. Hier erfährt Bergels humane Objektivität eine Wiederkehr als emanzipatorisches Erkenntnisinteresse: „In der Selbstreflexion gelangt eine Erkenntnis um der Erkenntnis willen mit dem Interesse an Mündigkeit zur Deckung; denn der Vollzug der Reflexion weiß sich als Bewegung der Emanzipation.“

Bergel ging es mit seiner Schrift um die „rationale Erhellung der Gegenwartslage, vor allem auch des wissenschaftlichen und unwissenschaftlichen Antisemitismus“. Er zielt auf eine Sensibilisierung der jüdischen Schüler gegenüber einer unbefangenen Übernahme aktueller Begriffe und Ziele, die ihnen in der aktuellen Situation wie eigene untergeschoben werden sollen. Damit zielt er nicht nur auf die Kritik an Juden von außen aufgezwungene Deutungsmuster, sondern auch auf die Kritik an Deutungsmustern, die im innerjüdischen Diskurs verbreitet sind. Gemeint sind damit vor allem die von Bergel so genannten „positiven Juden“, die „ihr Judentum völkisch-rassisch-bodenständig und nur so begründen. Das ist eine passive Reaktion, die mit der Assimilation (Soziologie) gewisser jüdischer Gruppen an nationaldeutsche Gedanken, trotz scheinbar entgegengesetzter Willensrichtung, verwandt ist. Wir dürfen uns nicht dazu verführen lassen, aus der Entsicherung unseres gegenwärtigen Lebens möglichst schnell mit Hilfe fremden Geistesgutes in die unwiederbringliche alte Ruhe zurückzusuchen. Vor dieser Verführung warnt die rationale Erziehung.“ Sein sich zugleich auch gegen einen sich selbstgenügenden Intellektualismus wendendes Credo lautet:

„Gemeint aber ist der Mut zu einer geistigen Autonomie des ganzen Menschen, die auf ein Handeln hinzielt. Nur indem wir die heutigen Geschehnisse denkend durchdringen, vermögen wir unser Schicksal, Objekt zu sein, zu durchbrechen. Unterliegen wir im Sein, so seien wir freie Menschen im Bewußtsein. – Rationalismus, so verstanden, ist unsere Aufgabe als Abwehr und Selbstbestätigung um unsertwillen; vielleicht sogar retten wir so die Wahrheit in eine Zukunft hinüber – um der ‚unendlichen Versöhnung‘ willen.“

Der erste Praxistest für diese Überlegungen folgte in Herrlingen.

### Jüdisches Landschulheim Herrlingen
Bergel unterrichtete von 1933 bis 1934 am Jüdischen Landschulheim. Er charakterisiert seine Arbeit dort als Beitrag zum „jüdischen Wiederaufbau“, der Erziehung der Kinder zum Stolz auf das Judentum. Das geschah vor dem Hintergrund, dass viele Lehrer und Schüler aus Familien kamen, „in denen das Jüdische unwesentlich“ und „kein organisches Element in unserem Leben gewesen war“. Auch für ihn selber, bekennt er in dem Interview von 1991, sei hier erst der Übergang von einem Juden, der ziemlich uninteressiert am Jüdischen war, hin zu einem bewussten Juden erfolgt. Das sei auch deshalb notwendig gewesen, um den Schülern den Wert des Jüdischen beibringen zu können.
Neben seinem Unterricht als Deutsch- und Englischlehrer wurden Hebräisch, die Bibel und Geschichte zu zentralen Bausteinen für den Wiederaufbau eines jüdischen Bewusstseins, und es ging darum, dafür die geeigneten Erziehungsmethoden zu entwickeln. „Aus meinen Ideen und Experimenten mit der Neugestaltung religiöser Feste entstanden einige Artikel, die ich damals veröffentlicht habe.“

Zugleich betont Bergel die schwierige, aber auch befriedigende Doppelrolle, die die Lehrer am Landschulheim innehatten: Sie waren Lehrende und mussten vielfach den Schülerinnen und Schülern gegenüber auch Elternersatz leisten. Vor dem Hintergrund lautet sein Resümee:

„Herrlingen war eine Lehrstätte, die von einem jungen Lehrer viel verlangte, aber ihm auch mehr Entfaltungsmöglichkeiten bot als nur die Absolvierung eines Lehrpensums. Hier wurde ein unternehmungswilliger Lehrer ermutigt, neue Ideen auszuprobieren. Das Landschulheim war bei weitem empfänglicher für neue Lehrmethoden als die älteren und mehr konventionellen jüdischen Schulen, die sich nicht so gut an die veränderten Verhältnisse anpassen konnten oder wollten. Und es war – wie das Wort Landschulheim so richtig versprach – uns allen eine Schule und ein Heim.“

Er habe damals die Gelegenheit gehabt, nach Amerika zu gehen, habe sie aber nicht genutzt, weil er sich seiner Aufgabe verpflichtet gesehen habe. Dennoch verlässt er 1934 Herrlingen – aus nicht näher erläuterten privaten Gründen.

### Über Religiöse Jugenderziehung
Im Februar 1935 hat Kurt Bergel seinen Aufsatz Religiöse Jugenderziehung veröffentlicht. Diese insgesamt nur sechsseitige Publikation ist in zwei Teile untergliedert: „I. Das Problem“ und „II. Der Weg“. Zum Teil „Der Weg“ merkt Bergel an, dass diesem „Erfahrungen aus ernsten Versuchen religiöser Gestaltung im Landschulheim Herrlingen zugrunde“ liegen.

Das von Bergel ausgemachte Problem bewegt sich zwischen zwei Polen: einem sich ausbreitenden Atheismus, insbesondere unter jüdischen Jugendlichen, und einer Art religiöser Überreaktion, mit der „gewisse Kreise des assimilierten mittleren und Kleinbürgertums auf ihre wirtschaftlich-kulturelle Ausgliederung“ reagieren. Insbesondere dieser aus der Not geborenen Religiosität hält er entgegen: 

„Religiöses Leben darf aber nur und ausschließlich Ausdruck einer religiösen Erfahrung sein. Ein echter religiöser Gehalt ist es zwar, wenn die jähe Erfahrung der politisch-sozialen Unsicherheit zum unmittelbaren Erlebnis der menschlichen Unsicherheit schlechthin, des Preisgegebenseins vor Gott wird. Aber niemals darf Religiosität zur Verhüllung der gesellschaftlichen, wirtschaftlichen und politischen Realität dienen. Daß jene Menschen den Weg ins Judentum zurück beschreiten, wollen wir begrüßen; daß sie in der jüdischen Gemeinschaft einen Schutz suchen, ist verständlich genug; aber daß sie so ins Religiöse hinengleiten, ‚weil es doch nun einmal zum Judentum gehört‘, das kann nur die religiöse Mächtigkeit des Judentums noch stärker untergraben.“

Diese aus Bergels Sicht falsche Religiosität begründet ebenso eine religiöse Erziehungspflicht wie der vor allem in der Jüdischen Jugendbewegung verbreitete Atheismus, der sich dort noch am ehesten auf eine Deckungsgleichheit von Lebenswirklichkeit und Ideologie stützen kann. Bergel unterstellt, dass es auch in deren Lebenslagen letzte Fragen gibt, die religiöse Erziehung unabdingbar macht: „Aber das vielleicht tiefste menschliche Erlebnis, hineingeworfen zu sein in diese Welt aus dem Nichtwißbaren und zu einem nichtwißbaren Zweck: das zwingt auch den Areligiösen vor die Fragen der Religion.“
Bergel stellt sich nicht der Frage, ob seine Bejahung der Religion dem Anspruch seines früheren Aufsatzes gerecht wird, dem zur Folge eine rationale Gesinnung sich stets ihrer eigenen Standortgebundenheit bewusst sein muss (siehe oben); Religion ist für ihn gesetzt (und auch für die, die sich dessen nicht bewusst sind oder sie bewusst ablehnen). Er wendet sich stattdessen der Form zu, in der Religion erfahren und praktiziert wird, denn die Form der Religionsausübung verbindet „den Menschen zugleich mit Gott und seiner Gemeinschaft. Die Milah ist zugleich der Bund (Berith) des einzelnen Juden mit Gott wie Absonderungszeichen des ‚Eigentumsvolks‘ von allen anderen Völkern. Die Sabbatwahrung ist zugleich Nachahmung Gottes und Gemeinschaftsfeier.“ Doch Wahrung der Form, die Ausübung von Riten nur zum Zweck der Aufrechterhaltung einer irdischen Gemeinschaft, somit „Religionsausübung um eines Nichtreligiösen willen ist schlechterdings sündhaft“. Damit wendet sich Bergel vor allem gegen Teile des liberalen Judentums, denen er unterstellt, Riten nur noch um ihrer Stimmung und Feierlichkeit und um der Gemeinschaft willen ausgeübt zu haben: „Als Ersatz für die verlorene Lebensgemeinschaft trat so ein iedeologisch gestütztes vages Gefühl von der religiösen Verbundenheit der Juden durch die Form ein, etwa: ‚jetzt stecken Juden in aller Welt die Sabbatkerzen an‘.“
Für Bergel ist somit das Problem hinreichend beschrieben, so dass er sich der Frage zuwenden kann, wie das von ihm benannte Problem selber zum Wegweiser der religiösen Erziehung werden kann. In seiner Ausgangsthese, die stark von der Zusammensetzung der Herrlinger Schülerschaft beeinflusst sein dürfte (siehe oben), konstatiert er: „Kinder aus religiös indifferenten Elternhäusern finden nur selten wirklichen Zugang zum Gottesdienst. Der übliche Jugendgottesdienst hat den Hauptfehler, daß zur Jugend hin, aber nicht von der Jugend aus gesprochen wird.“ Was folgt, ist die mit nur wenigen konkreten Beispielen versehene Übertragung des reformpädagogischen Postulats „vom Kinde aus“ auf die religiöse Erziehung. Das ist um so verwunderlicher, als das Jüdische Landschulheim Herrlingen selbst in der Tradition der reformpädagogischen Landschulheimbewegung stand und dort das von Bergel reklamierte Prinzip nicht nur im Religionsunterricht beachtet wurde, sondern leitend war für den gesamten schulischen Alltag. Sein Aufsatz dürfte deshalb vor allem ein Appell an andere jüdische Einrichtungen gewesen sein, neue Wege in der religiösen Erziehung zu beschreiten: „Wir brauchen wieder lebendige religiöse Gruppenbildungen […]. Ich meine kleine Gruppen von Menschen, die wieder Vertiefung suchen, die unter Gott leiden. Ihre Abschließung: Selbstschutz. Ihre Bemühung: vielleicht ein Segen für die größere Gemeinschaft, wenn sie noch Ernst versteht. In den Bünden finden sich Menschen, die solcher neuen Vertiefung fähig sind; denn außerhalb ihrer stehen heute fast nur die ganz Gleichgültigen und einzelne ernste ringende Menschen. Und die Bünde bieten eine Reihe wichtiger, wenn auch nicht die einzigen Voraussetzungen für solche Gemeinschaft.“
Bergels Plädoyer für eine religiöse Erziehung aus der Wechselwirkung von Sinn und Tun heraus, die erkannt hat, dass Sinn meist aus Tun heraus entsteht und wirkmächtig bleibt, gipfelt in dem Aufruf, „die verantwortliche Autonomie der religiösen Praxis zu bewahren, aber in einer Geschichtsmächtigkeit, wie sie der traditionellen Autonomie des jüdischen Liberalismus seit langem fehlt. Dann entstünde ein neues religiöses Judentum, das die Alternative von konsequent rationaler Geschichtsbetrachtung und dem Glauben an die stets aktualisierbaren ‚ewigen‘ Wahrheiten von der Thora bis zum Schulchan aruch ebenso überwindet wie das unheilvolle Entweder-Oder von Liberalismus und Orthodoxie.“
Wie Kurt Bergel selbst feststellte: Seine Zeit in Herrlingen war die des Übergangs von einem Juden, der ziemlich uninteressiert am Jüdischen war, hin zu einem bewussten Juden (siehe Oben). In diesem Sinne war sein Aufsatz auch eine Selbstvergewisserung, in der durchaus rationale Überlegungen zur Pädagogik weit stärker religiös konnotiert waren als in seinem zwei Jahre älteren Aufsatz über Unsere rationale Erziehungsaufgabe. Viele Lehrerinnen und Lehrer des Jüdischen Landschulheims haben diese Entwicklung durchlaufen und sie beschrieben. Und sie haben auch geschrieben, wer sie dabei geleitet hat: Hugo Rosenthal, der Leiter des Landschulheims, an den sich auch Kurt Bergel erinnert. Rosenthal war der erste wirkliche Zionist, dem er begegnet sei, und er war ein „feiner Lehrer und er hatte tiefe jüdische Kenntnisse“.

### Jüdisches Lehrhaus und Jüdische Volksschule
Kurt Bergel kehrte nach Frankfurt zurück und arbeitete ein Jahr lang zusammen mit Martin Buber im Jüdischen Lehrhaus.
Im Herbst 1935 ging er als Lehrer an die Jüdische Volksschule Düsseldorf. Er unterrichtete hier Englisch, Geschichte und Hebräisch. Bergel berichtet vor allem von seiner Zusammenarbeit mit dem Schulleiter Kurt Herz. Herz hatte von 1929 bis zu seiner Entlassung aus dem Staatsdienst im Jahre 1933 an der Karl-Marx-Schule (Berlin-Neukölln) und danach an der Theodor-Herzl-Schule in Berlin. Die pädagogischen Vorstellungen zwischen Herz und Bergel müssen nach dessen Worten sehr eng beieinander gelegen haben. „Unter seiner Leitung und enger Zusammenarbeit habe ich drei Jahre lang ganz besonders schöne Arbeit, also interessante Arbeit dort gemacht.“
Gisela Miller-Kipp berichtet von einem Gefühl der Zusammengehörigkeit und der Gemeinschaft, das innerhalb der Düsseldorfer jüdischen Schule geherrscht habe und über das Bergel ihr berichtet habe, gelegentliche mehrtägige Aufenthalte mit den Schülern in einer externen Unterkunft seien möglich gewesen, und  er habe sich daran erinnert, dass in der Schule viel miteinander gelacht worden sei. Humor, so sagt er rückblickend, sei in ernster Zeit eine besonders notwendige Medizin
für die so gefährdete seelische Gesundheit der Kinder gewesen. Müller-Kipp zitiert zudem viele Berichte ehemaliger Schülerinnen und Schüler, aus denen hervorgeht, dass Kurt Bergel als junger und moderner Lehrer großes Ansehen genoss.
Bergel selber hat an anderer Stelle einmal seine Arbeit in Herrlingen mit der an der jüdischen Schule in Düsseldorf verglichen. Ausgangspunkt für diesen Vergleich war die erzieherische Funktion des Lehrers, die in Herrlingen oft darin kulminierte, Elternersatz zu sein, weil die Abwesenheit vom Elternhaus oder schwierige Verhältnisse im Elternhaus vielen Kindern Probleme bereiteten. „Wenn ich die jüdische Schule in Düsseldorf in dieser Hinsicht mit dem Landschulheim vergleiche, so würde ich sagen, daß in Herrlingen die Kinder mehr Familienprobleme hatten, aber wahrscheinlich auch, daß dort im engen Gemeinschaftsleben eine bessere Chance bestand, diese Probleme in ihrer seelischen Auswirkung zu mildern.“
Lucie Schachne hatte schon davon berichtet, dass Kurt Bergel während seiner Düsseldorfer Jahre auch parallel zu seiner Unterrichtstätigkeit in der Schule auch in der Erwachsenenbildung tätig gewesen sei. Bergel präzisiert dies in seinem 1991er Interview: „Ich […] hab' dann auch in dieser Düsseldorfer Zeit in sehr viel anderen Orten der Umgebung, in Essen, in Grevenbroich, in Krefeld und anderen Vorträge gehalten, Kurse gehalten, weil so ungeheuer viel Hunger für jüdische Erziehung und allgemeine Erziehung natürlich auch, damals bestand. Englisch mußte gelernt werden. Und ich hatte das Glück, schon damals ganz gut Englisch zu können. Und habe es auch unterrichtet. Also, ich war ungeheuer engagiert in Düsseldorf und in den umgebenden jüdischen Gemeinden.“ Der Hinweis auf den Englischunterricht ist wohl so zu verstehen, dass Bergel sich damit an der Vorbereitung von Menschen auf die Emigration beteiligte, für die er sich immer noch nicht entschieden hatte.
Zwei Ereignisse außerhalb des schulischen Alltags waren für Kurt Bergel während seiner Düsseldorfer Jahre von Bedeutung. Er reiste 1936 nach Palästina. Über die Gründe für diese Reise berichtet er nichts, doch über deren Folgen. Er wurde durch sie davon abgehalten, Zionist zu werden. Zum einen wurde ihm bedeutet, dass man Menschen mit seinem Background, seiner nicht so tief verwurzelten jüdischen Bildung, dort nicht brauchen können, und zum anderen erschien ihm die Welt dort sehr fremd: „Nachdem ich […] in Palästina war, 36, hat mich doch etwas davon abqabracht, abgehalten, selbst dort hinzugehen. Ich fand irgendwie eine Welt vor, wo nur Juden waren, eine etwas enge Welt und ich glaube, dass da auch etwas derartiges mitgespielt hat, dass ich doch nicht wirklich dort leben wollte. Ich war doch immer noch darauf aus, Literatur und ähnliche Dinge zu unterrichten, und das war doch mein Leben, und ich sah diese Möglichkeit, so etwas in Amerika zu tun doch als besser als in Israel.“
Das zweite einschneidende Ereignis in diesen Düsseldorfer Jahren war privater Natur. 1938 erfolgte seine Vermählung mit Alice Berger.

## Exkurs: Alice Bergel
Alice Bergel (* 15. Juni 1911 in Berlin; † 22. Januar 1998 in den USA) war die Tochter des von den Nazis ermordeten jüdischen Ehepaares Bruno und Else Berger. Von 1917 bis 1929 besuchte sie Auguste-Viktoria-Schule in Berlin und erwarb hier das Abitur. Das nachfolgende Studium in Romanischer Philologie (Französisch, Spanisch), Latein und Philosophie absolvierte sie – mit Ausnahme eines Semesters in Freiburg im Sommersemester 1931 – in Berlin. Das Studium schloss sie 1933 mit einer Dissertation bei Ernst Gamillscheg ab, die den Titel Der Ausdruck der passivischen Idee im Altfranzösischen trug.
Alice Berger wurde noch während des Promotionsverfahrens aus rassistischen Gründen und wegen ihrer Mitgliedschaft in sozialistischen Verbänden zwangsexmatrikuliert; Gamillscheg, der später den Nationalsozialisten sehr nahe stand, ermöglichte ihr aber, das Promotionsverfahren zum Abschluss zu bringen. Sie unterrichtete danach bei der „Romanistischen Gesellschaft“ in Berlin, wie sie selber ausführte aber auch an zwei jüdischen Schulen. Im Mai 1935 ging sie als Lehrerin an das Jüdische Kinder- und Landschulheim Caputh ging, wo sie bis 1938 blieb.

Alice Berger war fasziniert von der modernen erzieherischen Einstellung, die sie in Caputh vorfand, von der herrlichen Lage der Einrichtung und vor allem von der Persönlichkeit von Gertrud Feiertag („Tante Trude“). Ihren eigenen Einstand dort beschreibt sie folgendermaßen:

„Ich hatte an der Universität Berlin meinen Doktor in romanischer Philologie gemacht und mich in Caputh als Französischlehrerin beworben. Wenn ich mich recht erinnere, wechselten damals die Französischlehrer alle paar Wochen dort, und die Kinder haßten das Fach und jeden, der es unterrichtete, sogar jeden, der es unterrichten Wollte. Das ging so weit, daß, als ich meine Probestunden auf Anstellung gab, ein junges Mädchen mit dem Mund voller Kirschkerne erschien, um sie auf die neue Französischlehrerin zu spucken. Die Kerne blieben ungespuckt. Tante Trude gab mir einen liebevollen Kuß, und ich wurde angestellt.“

Alice Berger betonte die Wichtigkeit des Gemeinschaftslebens, das sie in Caputh kennenlernte, und durch das Kindern und Lehrern ein Gefühl der Geborgenheit vermittelt wurde. Einen ebenfalls herausgehobenen Platz in ihren Erinnerungen nehmen die Musik- und Theaterabende ein, die häufig im Zusammenhang standen mit jüdischen Festtagen, aber ebenso offen waren für nichtjüdische Literatur und Musik. Über allem aber stand ihre Begeisterung für Gertrud Feiertag, „die wir alle liebten und verehrten, und von der ich sehr vieles gelernt habe, was mich zum Erzieher gemacht hat; dafür werde ich ihr immer dankbar sein, aber mehr noch dafür, daß sie es verstanden hat, eine Atmosphäre zu schaffen, die Caputh zu dem gemacht hat, wofür es Anspruch hat, in der Geschichte der deutschen Juden erwähnt zu werden; zu einer Insel der Liebe, der Menschlichkeit und der geistigen Bemühung inmitten der Verzweiflung“.
1938 wurde aus Alice Berger Alice Bergel. Wo und wann die beiden sich kennengelernt haben, ist nicht überliefert, doch noch ganz am Anfang seines Interviews aus dem Jahre 1991 erwähnt Kurt Bergel sehr nachdrücklich die „ungewöhnlich gute Ehe“ seiner Eltern als das vielleicht „Positivste, was ich überhaupt aus meiner frühen Jugend sagen kann. Man hat das Bild gehabt, dass eine Ehe eine gute Sache sein kann. Und deswegen auch vielleicht sein sollte. Was sich vielleicht darin auch bei mir ausgesprochen hat, dass ich mit derselben Frau seit 53 Jahren zusammen verheiratet bin. Und vielleicht sogar noch über die 53 Jahre hinaus möglicherweise mit ihr verheiratet bleiben werde.“ Wie sich nachfolgend noch zeigen wird, waren seit der Eheschließung die privaten und beruflichen Wege von Alice und Kurt Bergel immer sehr eng miteinander verknüpft.

## Emigration nach England
Der zweite große Bruch in Bergels Leben kam mit dem Novemberpogrom 1938, in dessen Verlauf auch die jüdische Schule in Düsseldorf zerstört worden war. Sein Vater wurde ins Konzentrationslager Buchenwald gebracht (aus dem er kurz vor Weihnachten 1938 wieder entlassen wurde); Kurt und Alice Bergel konnten sich der Verhaftung dadurch entziehen, dass sie vorübergehend in Köln untertauchten. „Jetzt wußte ich, dass also die Möglichkeit ernster erzieherischer Arbeit nicht mehr bestand. Und wir beschlossen dann also sofort, unsere Auswanderung vorzubereiten.“
Eigentlich wollten die Bergels in die USA emigrieren, doch dies scheiterte an der restriktiven US-amerikanischen Quotenregelung. Mit Unterstützung eines Onkels gelang es ihnen aber, im Februar 1939 in England einzureisen. Sie blieben hier für etwa 14 Monate.
Alice Bergel habe in England zunächst an Synagogen unterrichtet, bevor auch sie an die Rowden Hall School kam, die von Kurt Bergel geleitet worden sei. Nach einem Dokument im United States Holocaust Memorial Museum handelte es sich bei dieser Schule in Margate (Kent) um ein Durchgangslager („overflow hostel“) für jüdische Flüchtlingskinder, die im Zuge der Kindertransporte nach England gekommen waren. Auf einer Fotografie aus dieser Schule sind unter anderem die beiden Bergels bei einer Chanukka-Feier im Jahre 1939 in Rowden Hall zu sehen. Kurt Bergel wird in den Erläuterungen zu der Fotografie als Lehrer vorgestellt, der aus dem Durchgangslager Kitchener Camp rekrutiert worden sei.

## Auswanderung in die USA

### Lehrer am Deep Springs College
Das Ehepaar Bergel übersiedelte 1940 mit Hilfe von Verwandten in die USA. Alice Bergel soll zunächst Privatunterricht erteilt und dann wie ihr Mann eine Lehrtätigkeit an einer Ausbildungsstätte für Hochbegabte in der kalifornischen Wüste, dem Deep Springs College, ausgeübt haben. Kurt und Alice Bergel arbeiteten in Deep Springs von 1941 bis 1947. 1944 kam hier ihr Sohn Peter auf die Welt.
Ob die Tätigkeit in Deep Springs für Kurt Bergel ein Fulltime-Job gewesen ist, bleibt unklar. Es gibt jedoch Hinweise auf parallele Betätigungen. So schreibt Schachne, er sei von 1943 bis 1944 an der Stanford University an der Vorbereitung amerikanischer Offiziere auf ihren Einsatz in Deutschland beteiligt gewesen, während es in einem Nachruf auf ihn heißt: „Er lehrte am Deep Springs College und promovierte in Germanistik an der UC Berkeley.“ Schachne berichtet, er habe in Berkeley vergleichende Literaturwissenschaft studiert und darin auch promoviert, was zu seinem Eintrag in der Deutschen Nationalbibliothek passt, wo er als Professor für vergleichende Literaturwissenschaft vorgestellt wird.
Kurt Bergel geht in dem Interview aus dem Jahre 1991 auf seine Anfänge in den USA nicht weiter ein, spricht nur von „verschiedenen, zum Teil recht ungewöhnlichen Arbeiten“, und datiert den Beginn ihrer amerikanischen Karriere auf das Jahr 1941, in dem beide eine Anstellung an einem College gefunden hätten. Seine Dissertation sei 1948 mit „sehr gut“ bewertet worden.

### Hochschullehrer an der Chapman University
Nach dem Ende seines Studiums unterrichtete Kurt Bergel kurz an der University of California, Los Angeles, bevor er 1949 an das private Chapman College, die spätere Chapman University wechselte. Während seiner ersten Jahre dort, nach Schachne seit 1951, organisierte er die Chapman College Tours, die 10 Jahre lang Studenten und Anderen im Sommer preiswerte Studienfahrten nach Europa ermöglichten. Bergel und seine Frau leiteten diese Touren. 1980 zog er sich aus dem Lehramt zurück, blieb aber der Universität weiter als emeritierter Professor verbunden. 1980 trat er in den Ruhestand. Seit 1954 und bis zu seinem Tod lebte Bergel in Orange in Kalifornien.
Alice Bergel hat nach ihrer Zeit in Deep Springs bis 1976 am East Los Angeles College unterrichtete und kam danach auch an die Chapman University. Zusammen gründeten die Bergels das The Albert Schweitzer Institute of Chapman University. Die Bergels knüpften damit an eine langjährige Beschäftigung mit dem Leben und Werk von Albert Schweitzer an. Bereits 1949 war das mehrfach neu aufgelegte Buch Albert Schweitzers Leben und Denken erschienen, eine von Kurt Bergel edierte Auswahl aus den autobiographischen Schriften Schweitzers.  Ob das Buch, wie auf der Webseite Galerie der Frauen in der Romanistik behauptet wird, eine gemeinsame Veröffentlichung der beiden ist, ist nicht zu verifizieren, doch ist sicher, dass die beiden, wie auch bei der Institutsgründung, bei anderen Publikationen über Albert Schweitzer zusammengearbeitet haben, so zum Beispiel bei dem 1997 veröffentlichten Buch „Liebes Cembalinchen--“: Albert Schweitzer, Alice Ehlers. Eine Freundschaft in Briefen.
Alice Bergel ist 1998 verstorben. Kurt Bergel hat 1999 noch einmal geheiratet. Er starb in seiner Heimatstadt Orange am 19. März 2001. Entsprechend seinen Wünschen wurde sein Leichnam der Medizin gespendet. Er wurde nicht beerdigt und es gibt keinen Grabstein mit seinem Namen.

## Emigration und Heimat
Die Bergels haben nicht nur die schon erwähnten Studenten-Exkursionen nach Europa organisiert, sondern Kurt Bergel war auch immer wieder zu Vortragsreisen in Deutschland unterwegs und ist auch als Zeitzeuge vor Schülern aufgetreten, auch an seiner alten Frankfurter Schule, nur wenige Tage vor dem 1991 geführten Interview. Eine Rückkehr nach Deutschland aber schloss er kategorisch aus, nicht wegen der deutschen Geschichte und auch nicht wegen enger familiärer Bindungen (des dort lebenden Sohns und einem Enkel) in den USA, sondern weil er sich inzwischen in Amerika sehr zu Hause fühlte. Doch dieses sich „Zu-Hause-Fühlen“ war für ihn nicht ohne Ambivalenz: 

„Ich meine, zu Hause fühlen ist eine komische Sache. ich glaube, letztlich ist ein Emigrant nie zu Hause. Letztlich ist ein Emígrant, glaube ich, nie wirklich zu Hause. In vieler Weise bin ich gar nicht zu Hause in Amerika. Wenn die Leute über Baseball sprechen, mache ich ein dummes Gesicht, weil ich nix davon weiß und auch nix davon wissen will. […] In vieler anderer Weise fühle ich, dass ich ein Europäer bin, Ein Europäer, der in Amerika den Amerikanern hilft, Europa zu verstehen. Ich sage Europa, ich sage nicht Deutschland. Es galt auch zum Teil für Deutschland. Wie alle Leute über Deutschland geschimpft haben, die jüdischen und die nicht-jüdischen Amerikaner, im Weltkrieg, im zweiten Krieg, war ich immer auf der Seite derjenigen, die eine konziliante, eine verbindliche Haltung zwischen dem Westen und Deutschland herstellen wollten.“

Kurt Bergel verstand sich selber als Brückenbauer und als bekennender Liebhaber der deutschen Sprache, in der er trotz gewisser Unsicherheiten immer noch Vorträge hielt oder publizierte: „Ich spreche heute besser Englisch als Deutsch. Das weiß ich. Aber ich habe die deutsche Sprache doch sehr, sehr lieb.“

## Anstifter
Hildegard Feidel-Mertz war eine der wichtigsten Forscherinnen zur Geschichte der Schulen im Exil und der Vertreibung der jüdischen Pädagoginnen und Pädagogen aus dem Deutschen Reich ab 1933. In diesem Kontext entstand auch ihr zusammen mit Andreas Paetz verfasstes Buch über das Jüdische Landschulheim Caputh, an dem Alice Bergel Lehrerin gewesen war (siehe oben). In ihrem Vorwort zu dem Buch macht Feidel-Mertz deutlich, dass ohne ihre Begegnung mit Kurt und Alice Bergel dieses Buch wohl kaum möglich gewesen wäre, da sie durch die beiden erstmals von dem Heim in Caputh erfahren habe: 

„Ich erfuhr von seiner Existenz – und damit zugleich exemplarisch von der jüdischer Schulen im nationalsozialistischen Deutschland – erstmals bei einem Interview mit Kurt und Alice Bergel im südkalifornischen Orange, das ich im Oktober 1981 bei meiner Spurensuche nach emigrierten Pädagoglinnen und den von ihnen im Exil gegründeten Heimen und Schulen führte. Während Kurt Bergel über das Jüdische Landschulheim Herrlingen bei Ulm berichtete, an dem er nach 1933 kurzfristig tätig war, machte mich Alice Bergel mit ihren Erfahrungen in Caputh vertraut und wies mir zudem den Weg zu weiteren Informant/innen. Dazu gehörten u. a. neben der Gymnastiklehrerin Eva Bruch und ihrem Mann, die ich anschließend in Los Angeles traf, vor allem Sophie Friedländer und Hilde Jarecki, die sich in Caputh zuerst begegnet waren und später das Exil in Großbritannien in einer bis heute andauern den Lebens- und Arbeitsgemeinschaft gemeistert haben.“

## Werke
- Unsere rationale Erziehungsaufgabe, in: Der Morgen. Monatsschrift der Juden in Deutschland, Jg. 9 (1933–1934), Heft 3 (August 1933), S. 208–211
- Religiöse Jugenderziehung, in: Der Morgen. Monatsschrift der Juden in Deutschland, Jg. 10 (1934–1935), Heft 11 (Februar 1935), S. 502–507
  - Die beiden Aufsätze befinden sich im Nachlass von Max Horkheimer und sind dort als pdf-Dokumente abrufbar.
- Martin Buber: Das dialogische Prinzip in Philosophie, Theologie, Übersetzung, Erziehung, Politik und menschlichen Beziehungen, in: Kurt Bergel, Wolfgang Keim: Beiträge zur jüdischen Pädagogik, Verlag Klemm & Oelschläger, Ulm, 1999, ISBN 3-932577-18-3, S. 7–21.
- Georg Brandes und Arthur Schnitzler. Ein Briefwechsel. Hrsg. v. Kurt Bergel. Bern: Francke 1956. (online)
- Schnitzler, Arthur: Das Wort. Tragikomödie in fünf Akten. Fragment. Aus Dem Nachlaß herausgegeben und eingeleitet von Kurt Bergel. Frankfurt am Main: S. Fischer, 1966.

Neben den zitierten Büchern ist Kurt Bergel auch als Autor und Übersetzer von Büchern und Artikeln über Ferdinand von Saar und Martin Buber hervorgetreten.